# HMS Valiant (1759)
Pour les autres navires du même nom, voir HMS Valiant.
Le HMS Valiant était un navire de guerre de 74 canons de la Royal Navy lancé le 10 août 1759 par les chantiers de Chatham. Placé en réserve en 1799, il est finalement démantelé en 1826.

## Histoire
Le HMS Valiant participera sous le commandement de l'amiral Augustus Keppel à la guerre de Sept Ans contre la France et l'Espagne.

## Source
- (en) Cet article est partiellement ou en totalité issu de l’article de Wikipédia en anglais intitulé « HMS Valiant (1759) » (voir la liste des auteurs).